# Millington, East Riding of Yorkshire
Millington är en ort och civil parish i Storbritannien.   Den ligger i kommunen East Riding of Yorkshire och riksdelen England, i den centrala delen av landet, 270 km norr om huvudstaden London. Millington ligger 91 meter över havet och antalet invånare är 242.
Terrängen runt Millington är lite kuperad. Runt Millington är det ganska tätbefolkat, med 139 invånare per kvadratkilometer. Närmaste större samhälle är Pocklington, 3,6 km sydväst om Millington. Trakten runt Millington består till största delen av jordbruksmark.